# Diospyros celebica
Diospyros celebica (auch Makassar-Ebenholz, Macassar ebony, Koje itam, Gongo moitomo genannt), ist eine Pflanzenart der Gattung der Diospyros und gehört der Familie der Ebenholzgewächse (Ebenaceae) an. Da diese Art in ihren natürlichen Wuchsgebieten in Südostasien selten geworden ist, gehört sie heutzutage zu den gefährdeten Arten. Das Holz wird der Gruppe der farbstreifigen Ebenhölzer zugeordnet und trägt nach DIN EN 13556 das Kurzzeichen DSCL,.

## Beschreibung

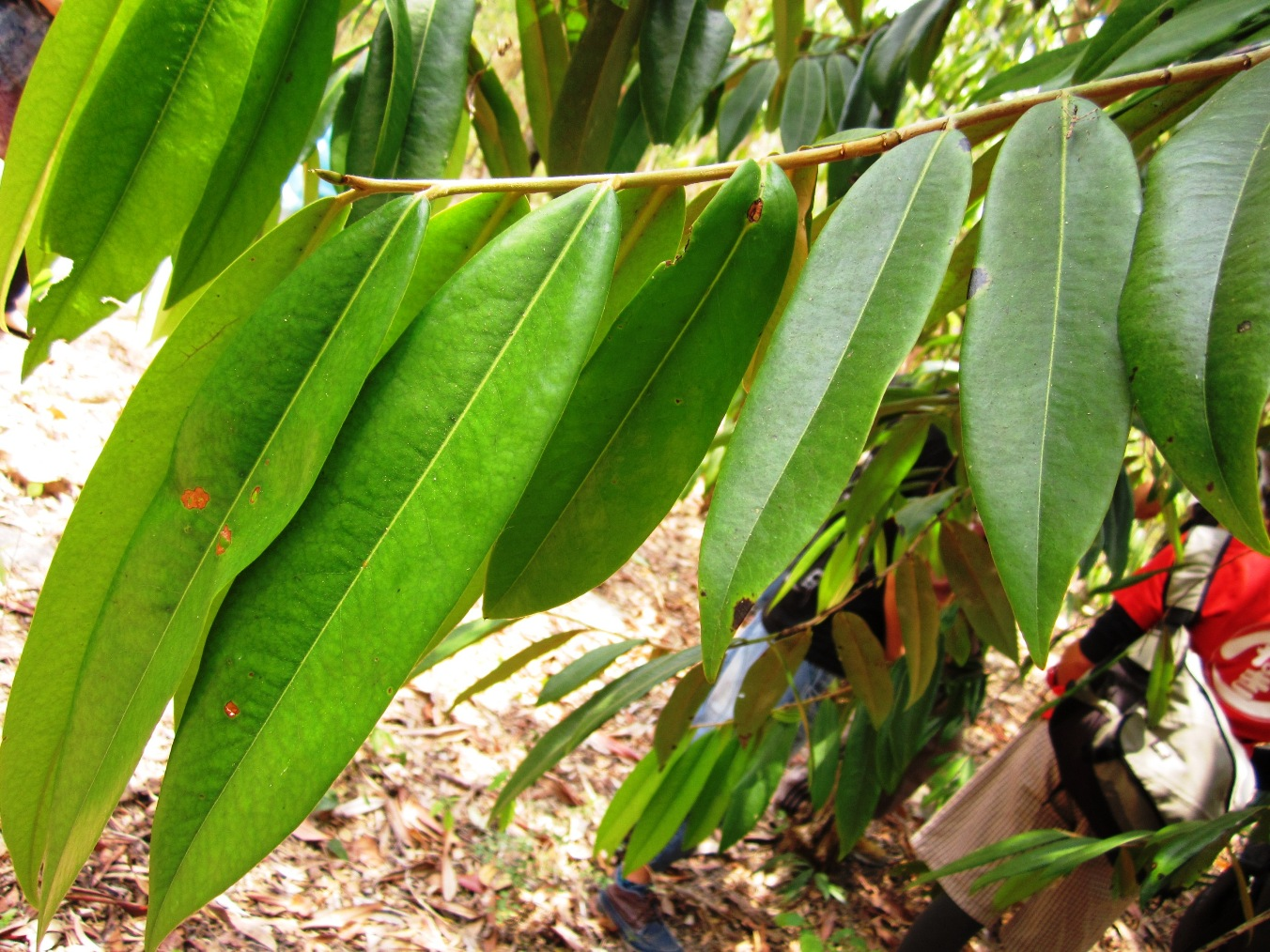
Diospyros-celebica, Blätter

### Erscheinungsbild und Borke
Die Diospyros celebica wächst als immergrüner Baum und erreicht Wuchshöhen bis zu 15 m und einen Durchmesser bis zu 40 cm. Einige seltene ältere Exemplare erreichen beachtliche Höhen bis zu 40 m. Bei diesen Höhen kann der Baum eine astfreie Stammlänge bis zu 20 m bilden. Der Brusthöhendurchmesser (BHD) kann bei solchen Baumexemplaren bis zu 100 cm oder mehr betragen. Die Borke ist bräunlich und glatt bis leicht gerieft sowie brüchig. Sie blättert in kleinen Stücken ab.

### Blatt und Blüte
Die einfachen, fein gefiederten, kurz gestielten und eilanzettlichen oder lanzettlichen und ledrigen Laubblätter sind wechselständig angeordnet und können zwischen 12–35 cm lang und 2,5–7 cm breit werden. Die ganzrandige, oberseits kahle Blattspreite ist unterseits feinhaarig und heller und die Spitze ist spitz bis zugespitzt.
Die Blüten sind vierzählig und mit doppelter Blütenhülle. Die weiblichen Blüten erscheinen einzeln, die männlichen in Zymen. Der Kelch ist außen haarig. Die Blütenkrone ist stieltellerförmig. Es sind 16 Staubblätter vorhanden.
Die Farbe der rundlichen und kahlen Beeren, mit beständigem Kelch, unterscheidet sich je nach Reifegrad. Die unreifen Früchte sind grün, die Reifen dunkelgrün und die Heruntergefallenen rotbraun bis dunkelbraun gefärbt. Die 4–8 Samen mit einer Länge von 2–5 cm, verlieren nach einigen Tagen ihre Keimfähigkeit und müssen aus den herabgefallenen Früchten gewonnen werden. Je länger die Samen Erdkontakt haben, desto schlechter ist die Samenqualität, da diese sonst von dem Pilz Penicilliopsis clavariaeformis befallen werden.
In der Regel blüht und fruchtet diese Art nur einmal im Jahr. Sie trägt in einem Alter von 5–7 Jahren Blüten und Früchte.

## Taxonomie
Die Erstbeschreibung von Diospyros celebica erfolgte 1933 durch Reinier Cornelis Bakhuizen van den Brink in Gardens' Bulletin. Straits Settlements 7(2): 166.

## Strukturmerkmale des Holzes

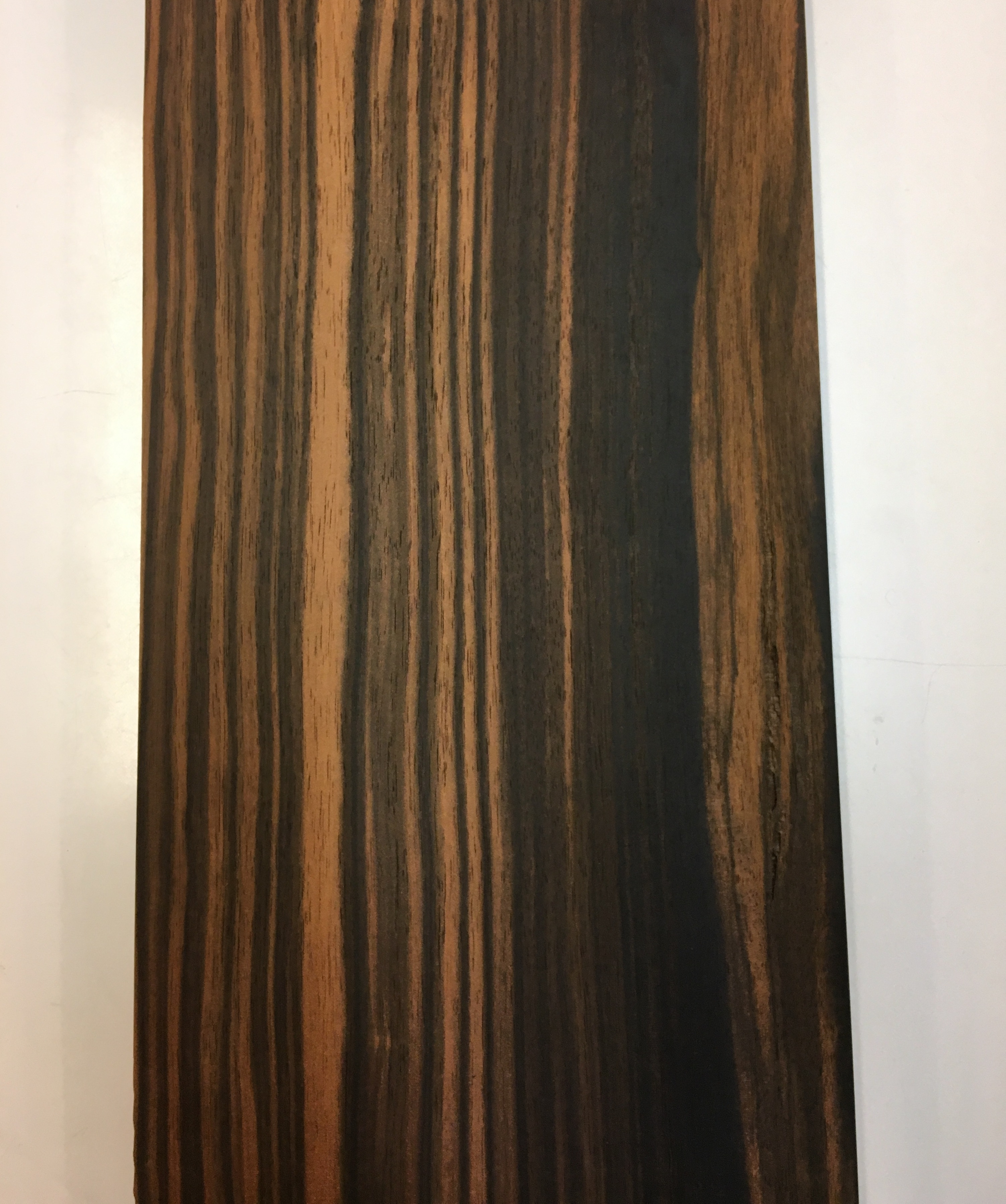
Holzprobe von Diospyros celebica aus der Sammlung des Instituts Holzforschung des Johann Heinrich von Thünen-Instituts in Hamburg-Lohbrügge

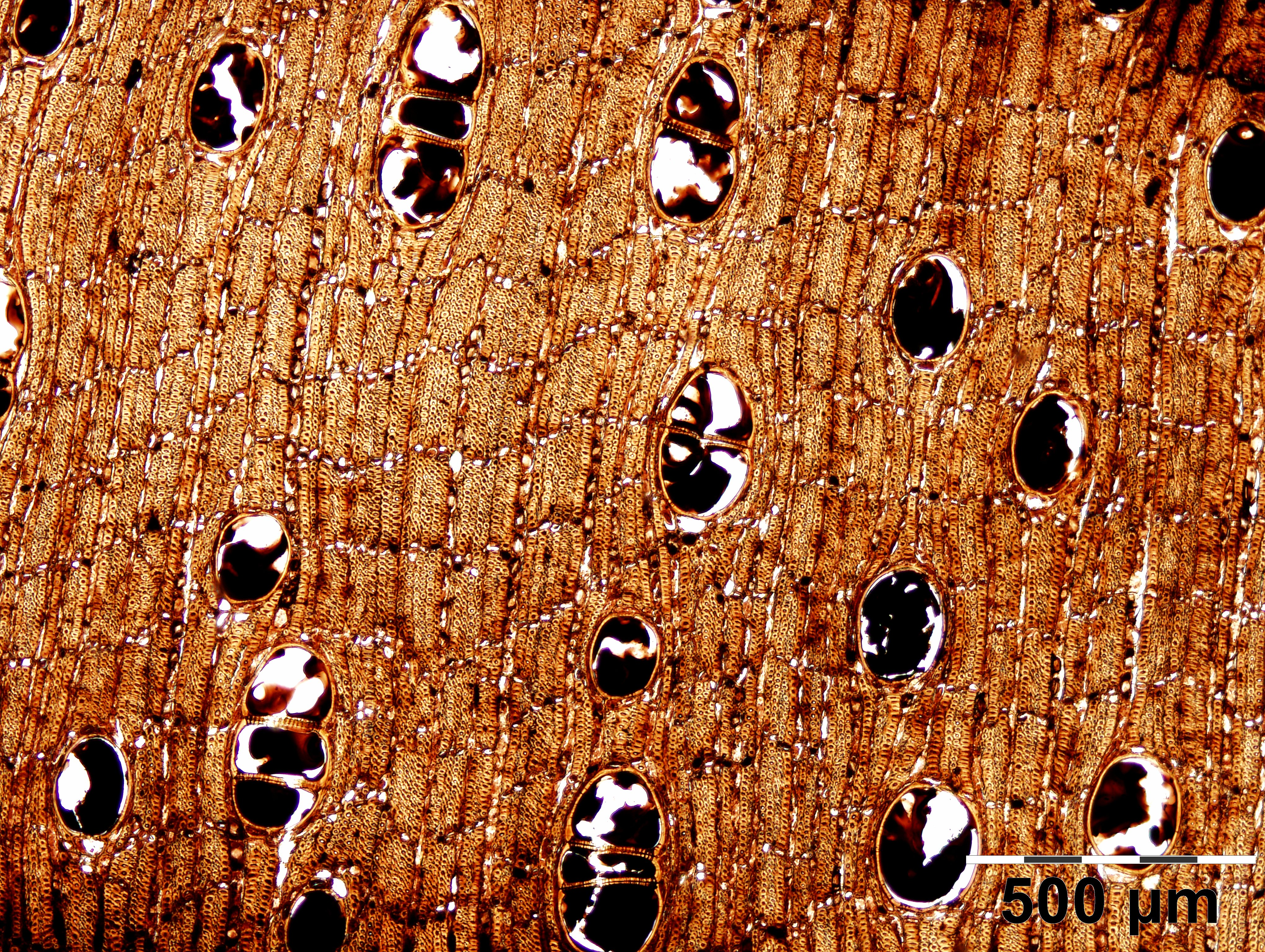
Diospyros celebica: Mikroskopische Ansicht im Querschnitt

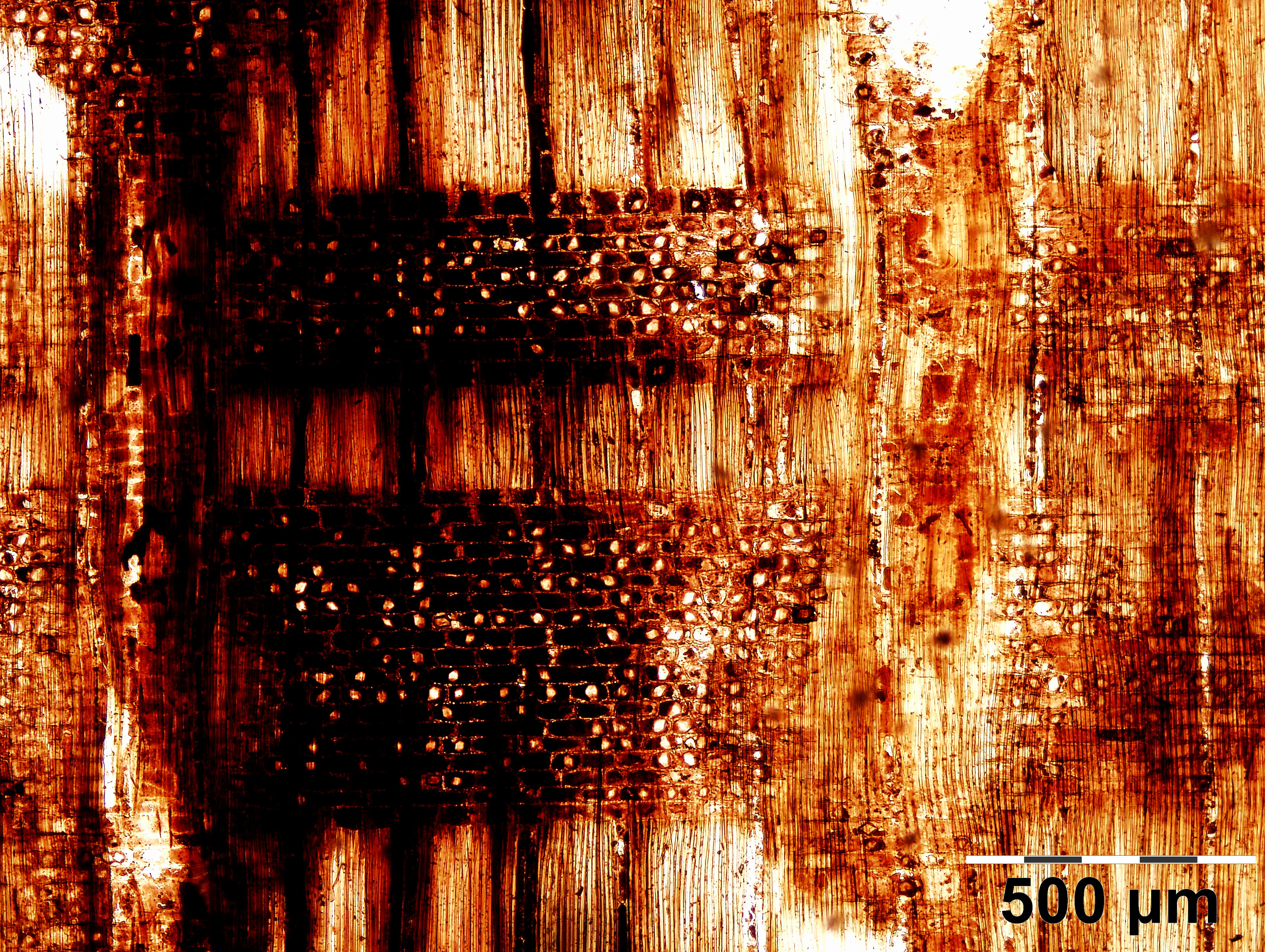
Diospyros celebica: Mikroskopische Ansicht im Radialschnitt

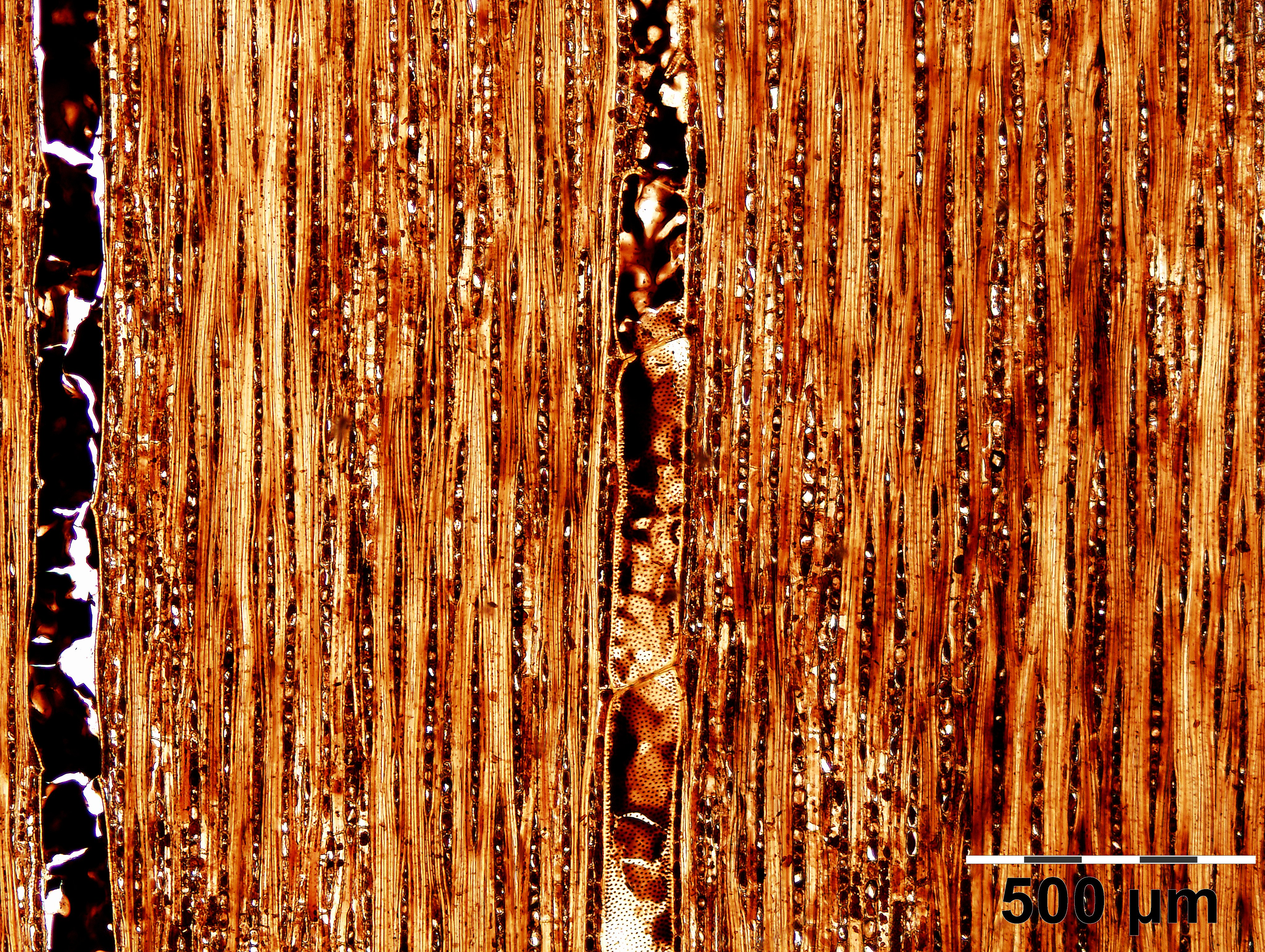
Diospyros celebica: Mikroskopische Ansicht im Tangentialschnitt

### Makroskopisch
Im Querschnitt sind keine Zuwachszonen zu erkennen. Die Gefäße sind nur mithilfe einer Lupe für das menschliche Auge sichtbar. Die farbig wechselnden Ringe lassen sich deutlich ohne Lupe erkennen. Im Tangential- und Radialschnitt ist die Struktur fein-nadelrissig.
Das Kernholz hat eine braune bis rötlichbraune Grundfärbung, welche von dunkelbraunen bis schwarzen Streifen unterbrochen wird. Dieses führt dazu, dass es auf dem Querschnitt zu unterschiedlich breiten (3–20 mm), farbig wechselnden Ringen kommt. Im Radialschnitt bewirken diese Ringe eine markante Farbstreifung.
Im Gegensatz zum Kernholz ist das Splintholz deutlich vom Kern abgesetzt. Es hat eine rosagrau bis blassrotbraune Färbung und eine Breite bis zu 10 cm. Diospyros celebica kann Holzfehler wie Krümmungen, Unrundheit, Kernfäule sowie wilden Wuchs aufweisen.

### Mikroskopisch

#### Gefäße
Die Gefäße von Diospyros celebica sind klein (70-90-115 μm) und einzeln, paarig oder in radialen Gruppen angeordnet. Sie weisen eine Dichte von 4-8-12 je 1 mm² auf und kommen im Querschnitt wenig zahlreich vor. Sie haben einen Anteil von 10 % und sind häufig mit schwarzbraunen Kernstoffen gefüllt.

#### Längsparenchym
Das Längsparenchym ist apotracheal-netzförmig, teilweise auch paratracheal, angeordnet. Hier liegt der Anteil bei etwa 13 %. Neben den Kristalleinlagerungen sind auch schwarzbraune Kernstoffe in dem Längsparenchym vorhanden.

#### Holzstrahlen
Die heterogenen Holzstrahlen sind unregelmäßig angeordnet und enthalten wie das Längsparenchym, Kristalleinlagerungen und schwarzbraune Kernstoffe. Sie haben eine Höhe von 130-420-800 μm, eine Breite von 12-19-24 μm und eine Dichte von 17-19-21 je 1 mm². Der Anteil der Holzstrahlen liegt bei etwa 20 %.

#### Fasern
Die unregelmäßigen bis radialen Fasern, vom Typ Libriformfasern und Fasertracheiden, verlaufen sowohl gerade, als auch tangential und radial gewellt. Sie haben eine Länge von 960-1.230-1.770 μm und enthalten neben den Kristalleinlagerungen auch schwarzbraune Kernstoffe. Der Anteil der Fasern liegt bei 57 %.

## Eigenschaften

### Physikalische und Mechanische Eigenschaften
| Kenngröße             | Wert      | Einheit |
| --------------------- | --------- | ------- |
| Darrdichte (ρdtr):    | 900–1030  | kg/m³   |
| Rohdichte (ρ12...15): | 1100–1200 | kg/m³   |
| Rohdichte (ρgrün):    | 1200–1400 | kg/m³   |
| Schwindsatz:          |           |         |
| - radial (βr) :       | etwa 8,2  | %       |
| - tangential(βt):     | etwa 12,8 | %       |
| Porenanteil:          | etwa 32   | %       |

| Kenngröße               | Wert          | Einheit |
| ----------------------- | ------------- | ------- |
| Zugfestigkeit (σzB):    | k. A.         | N/mm²   |
| Druckfestigkeit (σdB):  | 60–70         | N/mm²   |
| Biegefestigkeit (σbB,): | 100 – 120     | N/mm²   |
| Scherfestigkeit (τaB,): | etwa 11       | N/mm²   |
| E-Modul (Εbǁ,):         | 10.100–12.400 | N/mm²   |
| Querzugfestigkeit:      | 6             | N/mm²   |
| Bruchschlagarbeit :     | 38            | kJ/m²   |

### Chemische Eigenschaften
Makassar-Ebenholz besteht aus reiner Cellulose (41 %), Lignin (48 %) und Pentosane (17 %) bei einem pH-Wert von 5,8. Mit Ausnahme bei der Oberflächenbehandlung und der Neigung zu Verfärbungen durch Holzauszüge, ist es bei einem relativ hohem Extraktgehalt chemisch nicht sehr reaktiv. Diese Holzauszüge verfärben sich je nach Verbindung unterschiedlich. Mit Wasser und Laugen verfärben diese sich braun, mit Säuren grünlich-gelb und mit Alkohol gelb.

## Vorkommen und Verbreitung
Das Klima ist in den natürlichen Verbreitungsgebieten des Makassar-Ebenholzes sehr unterschiedlich. Es wächst in immergrünen und regengrünen Feuchtwäldern. Diese Art kommt in Südostasien in Indonesien, Celebes (Sulawesi), Molukken, Kalimantan (Borneo), sowie auf den Andamanen und den Philippinen vor. Nach R. Govaerts ist sie aber nur auf Sulawesi einheimisch.
Es wird nach der Klimatypeneinteilung von Schmidt und Ferguson in den Zonen der Klimatypen A bis D, nicht aber in den Typen E und F wachsen. Überwiegend findet sich der Bestand in den Höhen von 0–400 m, teilweise auch sogar bei Höhen bis zu 700 m Höhe über den Meeresspiegel wieder. Allerdings bieten Höhen ab 600 m über dem Meeresspiegel keine optimalen Bedingungen.

## Verwendung und Bearbeitbarkeit

### Verwendung
Schon seit mehreren Jahrtausenden findet das Makassar-Ebenholz aufgrund der Farbschönheit in Verbindung der nahezu metallischen glatten Oberfläche einen Platz in der Verwendungstradition.
Das Ebenholz wurde, lange bevor die indonesische Regierung die Wälder durch das Konzessionssystem verteilte, so stark geschlagen, dass die Art Diospyros celebica heute zu den bedrohten Baumarten gehört.
Das Makassar-Ebenholz gehört zu den wertvollsten Edelhölzern. Deshalb wird es für die Herstellung von Furnieren verwendet. Weiterhin findet es auch in der Herstellung von Luxusmöbeln, Vertäfelungen und Parkett Anwendung.
Außerdem wird es als Spezialholz zum Drechseln und Schnitzen, für Bürstenrücken, Billardqueues, Knöpfe, Musikinstrumente sowie Teile davon wie Griffbretter, Wirbel, Xylophonstäbe etc. verwendet. Der Kernholzanteil kann bei dünnen Stämmchen wegen des großen Splintholzanteils am Stammquerschnitt oft nur 50 % betragen.

### Bearbeitbarkeit
Makassar-Ebenholz neigt zur Rissbildung, zum Quellen und zum Schwinden. Daher ist zu beachten, dass die Trocknung sehr schonend ablaufen sollte, da die Trocknung im Inneren des Holzes sehr langsam abläuft. Besonders bei größeren Querschnitten kommt es sonst zu einer erheblichen Neigung zur Rissbildung. Auch sollte das Holz bei der Trocknung frei von Zugluft, bei gleichzeitig geschützter Hirnfläche, sein. Die Kammertrocknung ist üblich. Es ist trotz der großen Härte gut zu bearbeiten. Ebenhölzer sind wenig feuchteempfindlich. Bei der Bearbeitung des Holzes sollte eine Schutzmaske getragen werden, da der entstehende Holzstaub die Schleimhäute der Augen und Atemorgane reizt.